# شرکت گلوک
گلوک (آلمانی: Glock) (شرکت گلوک با مسئولیت محدود Glock Ges.m.b.H) شرکت صنایع جنگ‌افزاری است، که در سال ۱۹۶۳ توسط گاستون گلاک و همسرش در ایالت کرنتن اتریش تأسیس شد. این شرکت درآمد خود را عموماً مخفی نگهمیدارد، ولی در گذشته طی دعاوی‌های حقوقی مالک شرکت با همسر سابقش، آمار نسبتاً واضحی منتشر شده‌است. فروش این شرکت در سال ۲۰۲۰ مبلغ ۷۸۰ میلیون یورو بوده است.
اسلحه‌های گلوک سلاح‌های کمری هستند که توسط پلیس و سازمان‌های نظامی چند کشور مورد استفاده قرار می‌گیرند. محبوبیت تپانچه‌های گلوک را می‌توان به عوامل مختلفی نسبت داد. آنها نسبتاً سبک هستند و به‌طور گسترده‌ای به عنوان قابل اعتماد شناخته شده و تحت شرایط سخت عمل می‌کنند و می‌توانند طیف گسترده‌ای از انواع گلوله‌های متفاوت را شلیک کنند. روش استفاده آسان از این تپانچه اطمینان کاربران را دوچندان می‌کند. این تپانچه با تعداد نسبتاً کمی از قطعات ساخته شده (تقریباً یک دوم تعداد قطعات معمولی اسلحه‌های مشابه، که هر کدام قابل تعویض هستند و نیازی به تنظیم دستی نیز ندارند).
بدنه پلیمری، این اسلحه‌ها را سبک‌تر از اسلحه‌های مشابه با قاب فولادی می‌کند و این ویژگی، برای کاربران جذاب محسوب می‌شود، ولی همین امر ممکن است یافتن و شناسایی آنرا در کنترل‌های بدنی بوسیله برخی دستگاه های فلزیاب مشکل کند.

## کاربران عمده
انواع تپانچه‌های گلوک، اسلحه‌های استاندارد در ارتش نروژ، نیروهای مسلح اتریش، پلیس لندن، پلیس فدرال اتریش، واحدهای ویژه مختلف پلیس فدرال آلمان و حدود دو سوم نیروهای پلیس ایالات متحده آمریکا هستند. علاوه بر این، از تپانچه‌های گلوک برای تجهیز نیروهای امنیتی جدید عراق استفاده می‌شود.

## شعبه های تولیدی و خدمات شرکت در جهان
Glock America N.V (اروگوئه)
Glock, Inc (ایالات متحده آمریکا)
Glock (H.K.) Ltd (هنگ کنگ)
Glock Middle East FZE (امارات متحده عربی)
Glock do Brasil S.A (برزیل)